# Mistrovství Evropy v judu 2015 – muži – střední váha (-90 kg)
Zápasy v judu na I. Evropský hrách / mistrovství Evropy v kategorii středních vah mužů proběhly v Baku, 27. června 2015.

## Finále
| finále              |                |
| ------------------- | -------------- |
| Kirill Děnisov      | Kirill Děnisov |
| Varlam Liparteliani | Kirill Děnisov |

## Opravy / O bronz
Poražení čtvrtfinalisté se utkávají mezi sebou v opravách. Vítězové oprav následně vyzvou poražené semifinalisty v boji o bronzovou medaili.
| opravy            | o bronz          |                  |
| ----------------- | ---------------- | ---------------- |
| Aleksandar Kukolj | Ilias Iliadis    | Ilias Iliadis    |
| Ilias Iliadis     | Ilias Iliadis    | Ilias Iliadis    |
|                   | Beka Gviniašvili | Ilias Iliadis    |
| Mihael Žgank      | Guillaume Elmont | Guillaume Elmont |
| Guillaume Elmont  | Guillaume Elmont | Guillaume Elmont |
|                   | Krisztián Tóth   | Guillaume Elmont |

## Pavouk
|   | 1/64               | 1/32                  | 1/16                  | čtvrtfinále         | semifinále          | finále              |
| - | ------------------ | --------------------- | --------------------- | ------------------- | ------------------- | ------------------- |
| A | volný los          | Krisztián Tóth        | Krisztián Tóth        | Krisztián Tóth      | Krisztián Tóth      | Kirill Děnisov      |
| A | volný los          | Krisztián Tóth        | Krisztián Tóth        | Krisztián Tóth      | Krisztián Tóth      | Kirill Děnisov      |
| A | volný los          | Marcus Nyman          | Krisztián Tóth        | Krisztián Tóth      | Krisztián Tóth      | Kirill Děnisov      |
| A | volný los          | Marcus Nyman          | Krisztián Tóth        | Krisztián Tóth      | Krisztián Tóth      | Kirill Děnisov      |
| A | volný los          | Ramin Kurbanov        | Ramin Kurbanov        | Krisztián Tóth      | Krisztián Tóth      | Kirill Děnisov      |
| A | volný los          | Ramin Kurbanov        | Ramin Kurbanov        | Krisztián Tóth      | Krisztián Tóth      | Kirill Děnisov      |
| A | volný los          | Celio Dias            | Ramin Kurbanov        | Krisztián Tóth      | Krisztián Tóth      | Kirill Děnisov      |
| A | volný los          | Celio Dias            | Ramin Kurbanov        | Krisztián Tóth      | Krisztián Tóth      | Kirill Děnisov      |
| A | volný los          | Aleksandar Kukolj     | Aleksandar Kukolj     | Aleksandar Kukolj   | Krisztián Tóth      | Kirill Děnisov      |
| A | volný los          | Aleksandar Kukolj     | Aleksandar Kukolj     | Aleksandar Kukolj   | Krisztián Tóth      | Kirill Děnisov      |
| A | volný los          | Alexandr Marmeljuk    | Aleksandar Kukolj     | Aleksandar Kukolj   | Krisztián Tóth      | Kirill Děnisov      |
| A | volný los          | Alexandr Marmeljuk    | Aleksandar Kukolj     | Aleksandar Kukolj   | Krisztián Tóth      | Kirill Děnisov      |
| A | volný los          | Alexandr Jurečka      | Quedjau Nhabali       | Aleksandar Kukolj   | Krisztián Tóth      | Kirill Děnisov      |
| A | volný los          | Alexandr Jurečka      | Quedjau Nhabali       | Aleksandar Kukolj   | Krisztián Tóth      | Kirill Děnisov      |
| A | volný los          | Quedjau Nhabali       | Quedjau Nhabali       | Aleksandar Kukolj   | Krisztián Tóth      | Kirill Děnisov      |
| A | volný los          | Quedjau Nhabali       | Quedjau Nhabali       | Aleksandar Kukolj   | Krisztián Tóth      | Kirill Děnisov      |
| B | volný los          | Ilias Iliadis         | Ilias Iliadis         | Ilias Iliadis       | Kirill Děnisov      | Kirill Děnisov      |
| B | volný los          | Ilias Iliadis         | Ilias Iliadis         | Ilias Iliadis       | Kirill Děnisov      | Kirill Děnisov      |
| B | volný los          | David Kukovica        | Ilias Iliadis         | Ilias Iliadis       | Kirill Děnisov      | Kirill Děnisov      |
| B | volný los          | David Kukovica        | Ilias Iliadis         | Ilias Iliadis       | Kirill Děnisov      | Kirill Děnisov      |
| B | volný los          | Marc Odenthal         | Marc Odenthal         | Ilias Iliadis       | Kirill Děnisov      | Kirill Děnisov      |
| B | volný los          | Marc Odenthal         | Marc Odenthal         | Ilias Iliadis       | Kirill Děnisov      | Kirill Děnisov      |
| B | volný los          | Alon Sason            | Marc Odenthal         | Ilias Iliadis       | Kirill Děnisov      | Kirill Děnisov      |
| B | volný los          | Alon Sason            | Marc Odenthal         | Ilias Iliadis       | Kirill Děnisov      | Kirill Děnisov      |
| B | volný los          | Kirill Děnisov        | Kirill Děnisov        | Kirill Děnisov      | Kirill Děnisov      | Kirill Děnisov      |
| B | volný los          | Kirill Děnisov        | Kirill Děnisov        | Kirill Děnisov      | Kirill Děnisov      | Kirill Děnisov      |
| B | Domenik Wenzinger  | Domenik Wenzinger     | Kirill Děnisov        | Kirill Děnisov      | Kirill Děnisov      | Kirill Děnisov      |
| B | Frazer Chamberlain | Domenik Wenzinger     | Kirill Děnisov        | Kirill Děnisov      | Kirill Děnisov      | Kirill Děnisov      |
| B | volný los          | Walter Facente        | Walter Facente        | Kirill Děnisov      | Kirill Děnisov      | Kirill Děnisov      |
| B | volný los          | Walter Facente        | Walter Facente        | Kirill Děnisov      | Kirill Děnisov      | Kirill Děnisov      |
| B | volný los          | Patryk Ciechomski     | Walter Facente        | Kirill Děnisov      | Kirill Děnisov      | Kirill Děnisov      |
| B | volný los          | Patryk Ciechomski     | Walter Facente        | Kirill Děnisov      | Kirill Děnisov      | Kirill Děnisov      |
| C | volný los          | Varlam Liparteliani   | Varlam Liparteliani   | Varlam Liparteliani | Varlam Liparteliani | Varlam Liparteliani |
| C | volný los          | Varlam Liparteliani   | Varlam Liparteliani   | Varlam Liparteliani | Varlam Liparteliani | Varlam Liparteliani |
| C | volný los          | Gábor Vér             | Varlam Liparteliani   | Varlam Liparteliani | Varlam Liparteliani | Varlam Liparteliani |
| C | volný los          | Gábor Vér             | Varlam Liparteliani   | Varlam Liparteliani | Varlam Liparteliani | Varlam Liparteliani |
| C | volný los          | Vadym Syňavský        | Nikoloz Šerazadišvili | Varlam Liparteliani | Varlam Liparteliani | Varlam Liparteliani |
| C | volný los          | Vadym Syňavský        | Nikoloz Šerazadišvili | Varlam Liparteliani | Varlam Liparteliani | Varlam Liparteliani |
| C | volný los          | Nikoloz Šerazadišvili | Nikoloz Šerazadišvili | Varlam Liparteliani | Varlam Liparteliani | Varlam Liparteliani |
| C | volný los          | Nikoloz Šerazadišvili | Nikoloz Šerazadišvili | Varlam Liparteliani | Varlam Liparteliani | Varlam Liparteliani |
| C | volný los          | Alexandre Iddir       | Alexandre Iddir       | Mihael Žgank        | Varlam Liparteliani | Varlam Liparteliani |
| C | volný los          | Alexandre Iddir       | Alexandre Iddir       | Mihael Žgank        | Varlam Liparteliani | Varlam Liparteliani |
| C | volný los          | Milan Randl           | Alexandre Iddir       | Mihael Žgank        | Varlam Liparteliani | Varlam Liparteliani |
| C | volný los          | Milan Randl           | Alexandre Iddir       | Mihael Žgank        | Varlam Liparteliani | Varlam Liparteliani |
| C | Karolis Bauža      | Mihael Žgank          | Mihael Žgank          | Mihael Žgank        | Varlam Liparteliani | Varlam Liparteliani |
| C | Mihael Žgank       | Mihael Žgank          | Mihael Žgank          | Mihael Žgank        | Varlam Liparteliani | Varlam Liparteliani |
| C | volný los          | Joakim Dvarby         | Mihael Žgank          | Mihael Žgank        | Varlam Liparteliani | Varlam Liparteliani |
| C | volný los          | Joakim Dvarby         | Mihael Žgank          | Mihael Žgank        | Varlam Liparteliani | Varlam Liparteliani |
| D | volný los          | Beka Gviniašvili      | Beka Gviniašvili      | Beka Gviniašvili    | Beka Gviniašvili    | Varlam Liparteliani |
| D | volný los          | Beka Gviniašvili      | Beka Gviniašvili      | Beka Gviniašvili    | Beka Gviniašvili    | Varlam Liparteliani |
| D | volný los          | Batuhan Efemgil       | Beka Gviniašvili      | Beka Gviniašvili    | Beka Gviniašvili    | Varlam Liparteliani |
| D | volný los          | Batuhan Efemgil       | Beka Gviniašvili      | Beka Gviniašvili    | Beka Gviniašvili    | Varlam Liparteliani |
| D | volný los          | David Klammert        | Dmitrij Gerasimenko   | Beka Gviniašvili    | Beka Gviniašvili    | Varlam Liparteliani |
| D | volný los          | David Klammert        | Dmitrij Gerasimenko   | Beka Gviniašvili    | Beka Gviniašvili    | Varlam Liparteliani |
| D | volný los          | Dmitrij Gerasimenko   | Dmitrij Gerasimenko   | Beka Gviniašvili    | Beka Gviniašvili    | Varlam Liparteliani |
| D | volný los          | Dmitrij Gerasimenko   | Dmitrij Gerasimenko   | Beka Gviniašvili    | Beka Gviniašvili    | Varlam Liparteliani |
| D | volný los          | Kirill Voprosov       | Ciril Grossklaus      | Guillaume Elmont    | Beka Gviniašvili    | Varlam Liparteliani |
| D | volný los          | Kirill Voprosov       | Ciril Grossklaus      | Guillaume Elmont    | Beka Gviniašvili    | Varlam Liparteliani |
| D | volný los          | Ciril Grossklaus      | Ciril Grossklaus      | Guillaume Elmont    | Beka Gviniašvili    | Varlam Liparteliani |
| D | volný los          | Ciril Grossklaus      | Ciril Grossklaus      | Guillaume Elmont    | Beka Gviniašvili    | Varlam Liparteliani |
| D | volný los          | Guillaume Elmont      | Guillaume Elmont      | Guillaume Elmont    | Beka Gviniašvili    | Varlam Liparteliani |
| D | volný los          | Guillaume Elmont      | Guillaume Elmont      | Guillaume Elmont    | Beka Gviniašvili    | Varlam Liparteliani |
| D | volný los          | Aigars Milenbergs     | Guillaume Elmont      | Guillaume Elmont    | Beka Gviniašvili    | Varlam Liparteliani |
| D | volný los          | Aigars Milenbergs     | Guillaume Elmont      | Guillaume Elmont    | Beka Gviniašvili    | Varlam Liparteliani |